# Assimilado
Ein Assimilado ist ein Angehöriger einer einheimischen Ethnie oder Mestiço (port. für „Mischling“) in den portugiesischen Überseeprovinzen, der durch die Annahme der portugiesischen Sprache und Kultur und das Erfüllen weiterer Kriterien von den portugiesischen Kolonialbehörden als erfolgreich assimiliert angesehen wurde. Der Status eines Assimilado beinhaltete seit Mitte der 1950er-Jahre einige Privilegien gegenüber den Status eines nicht-assimilierten Einheimischen. Der dahinter steckende Gedanke war der des sogenannten Lusotropikalismus einer Ideologie, die eine moralische Überlegenheit des portugiesischen Kolonialismus gegenüber dem restlichen Kolonialismus annahm.

## Anforderungen
Folgende Kriterien mussten erfüllt werden, um den Status eines Assimilado zuerkannt zu bekommen:
- Annahme der Europäischen Kultur und Ablegen der einheimischen Gebräuche und Sitten,
- flüssiges Beherrschen der portugiesischen Sprache in Wort und Schrift (eine Voraussetzung, die bis in die 1970er Jahre die Mehrheit der in den Kolonien lebenden Portugiesen selbst nicht erfüllte),
- Nachweis, den eigenen Lebensunterhalt durch eigene Erwerbstätigkeit oder Arbeit bestreiten zu können und
- Erfüllung der Wehrpflicht.
- Übernahme des katholischen Glaubens und Ablegen der eigenen Religion[1][2]

## Rechtsfolgen
Personen, denen dieser Status rechtskräftig zuerkannt wurde, waren prinzipiell in ihren Rechten und Pflichten portugiesischen Staatsbürgern gleichgestellt. Sie waren von den Bürden der „Eingeborenen“ (port. indígenas), wie beispielsweise der Zwangsarbeit, freigestellt. Der Status des Assimilado und seine rechtlichen Folgen wurden formell im Jahr 1961 abgeschafft.

## Bedeutung
Durch die schlechte wirtschaftliche Lage in den portugiesischen Kolonien und den fehlenden Bildungseinrichtungen für Schwarzafrikaner, waren im Jahr 1960 von 6 Mio. Mosambikanern bloß etwa 5.000 assimilados, von den 5 Mio. Angolanern nur ca. 30.000 assimilados und in Portugiesisch-Guinea erreichten lediglich 1.478 Afrikaner diesen Status. In der Praxis hatten die Gleichberechtigung der Assimilados mit den Portugiesen in Hinblick auf die Bürgerrechte wenig Bedeutung, da sowohl das Mutterland als auch die portugiesischen Überseegebiete gleichermaßen autoritär von der Diktatur Salazars regiert wurden und politische Aktivitäten durch die Polizeiorganisation PIDE weitgehend unterbunden wurden. Seit der Unabhängigkeit haben sich vor allem Personen aus der Gruppe der Assimilados in den Führungseliten der Länder etabliert.

## Bewertung
Wenn ein Einheimischer die oben genannten Bedingungen erfüllen konnte, wurde er – auf Antrag – zu einem Assimilado. Erst dann war er eine „zivilisierte Person“, ein Mitglied der „zivilisierten Bevölkerung“ (port. „populaçao civilizada“). Personen mit weißer Abstammung gehörten automatisch zu dieser Kategorie.